# Cteisella
Cteisella – rodzaj chrząszczy z rodziny stonkowatych i podrodziny tarczykowatych.
Chrząszcze te mają ciało o obrysie zazwyczaj okrągławym lub owalnym, rzadko posiadającym równoległe boki. Czułki mają trzeci człon tak długi jak poprzedni lub dłuższy od poprzedniego, a człon szósty nieco węższy i znacznie gładszy od siódmego. Ostatnie pięć członów czułków ma matowo czarny, owłosiony oskórek. Głowa ma szeroki, wyraźnie szerszy niż dłuższy nadustek o niekompletnych lub całkiem zanikłych liniach bocznych. Pokrywy mają część dyskową zazwyczaj równomiernie wypukłą, sporadycznie wciśniętą. Stopy wszystkich par odnóży mają grzebieniowane pazurki, przy czym grzebyki owe są duże i sięgają co najmniej do połowy długości pazurka.
Zarówno osobniki dorosłe jak i larwy są fitofagami żerującymi na roślinach z rodziny powojowatych.
Rodzaj neotropikalny. Jego przedstawiciele występują od Panamy, Trynidadu, Wenezueli i Gujany Francuskiej przez Kolumbię, Boliwię, Peru, Brazylię i Paragwaj po północną Argentynę.
Takson ten wprowadzony został w 1896 roku przez Juliusa Weise, natomiast gatunek typowy wyznaczył w 1914 roku Franz Spaeth. Zalicza się do niego 21 opisanych gatunków:
- Cteisella amicta (Boheman, 1855)
- Cteisella centropunctata (Boheman, 1855)
- Cteisella confusa (Boheman, 1855)
- Cteisella divalis Spaeth, 1926
- Cteisella egens Spaeth, 1910
- Cteisella flava Borowiec, 2004
- Cteisella flavocincta (Boheman, 1855)
- Cteisella gentilis Spaeth, 1926
- Cteisella gounellei Spaeth, 1932
- Cteisella guttigera (Boheman, 1855)
- Cteisella impura (Boheman, 1855)
- Cteisella imitatrix Spaeth, 1901
- Cteisella indecorata (Boheman, 1855)
- Cteisella intricata Spaeth, 1926
- Cteisella magica (Boheman, 1855)
- Cteisella ramosa Spaeth, 1926
- Cteisella rotalis (Boheman, 1855)
- Cteisella signatifera (Boheman, 1855)
- Cteisella tama Spaeth, 1926
- Cteisella virescens (Boheman, 1855)
- Cteisella zonata (Boheman, 1855)